# A·N·R·羅賓遜
亞瑟·拿破崙·雷蒙德·羅賓遜（英語：Arthur Napoleon Raymond Robinson，1926年12月16日—2014年4月9日）是一名特立尼達和多巴哥政治人物。
1997年5月19日，他当选为特立尼達和多巴哥总统，2003年5月17日卸任。在此之前，他还担任过特立尼達和多巴哥总理。他还帮助建立国际刑事法院。
2014年，他死于首都西班牙港，享年87岁。